# Patrick Mioulane
 (octobre 2017).
Patrick Mioulane, né le 23 juillet 1951 à Ivry-sur-Seine, est un journaliste de la presse écrite, de la radio et de la télévision, spécialiste des jardins et auteur d'environ 120 ouvrages. 
Trois de ces ouvrages ont reçu le prix Saint-Fiacre, décerné par l'Association des journalistes du jardin et de l'horticulture, un autre le prix P.J. Redouté, et un autre le prix Émile-Gallé.

## Biographie

### Origines
L'arrière-grand-père maternel est un jardinier de maître qui travaillait à Vimory, petit village du Loiret proche de Montargis. Patrick Mioulane suit un enseignement secondaire au lycée Michelet à Vanves, avant de s’orienter vers les plantes et le jardinage à l’École d’horticulture de la Ville de Paris (école du Breuil). Il appartient à la dernière génération des jardiniers dits « cinq branches » qui ont étudié à la fois : la production florale, la culture potagère, l’arboriculture fruitière et ornementale, les cultures de serre et l’art paysager.
Il commence sa carrière professionnelle le 1er juillet 1970, embauché comme rédacteur technicien par le magazine L'Ami des jardins et de la maison.

### Presse écrite
Journaliste depuis 1971, Patrick Mioulane s'oriente vers une carrière de pigiste en 1976, afin de multiplier les expériences. C’est ainsi qu'il collabore pendant vingt ans aux mensuels Mon jardin ma Maison, et Le Chasseur français, et qu'il continue avec Prima une collaboration commencée à la fin des années 1980.
Parmi les magazines et journaux pour lesquels il écrit, peuvent être cités : L’Alsace, Bel âge, Bonne soirée, Le Chasseur français, Courcouronnes hebdo, Déclic Photo, Détente jardin, Extérieurs design, Femme Actuelle, Femme d’aujourd’hui, Intimité, Le Journal des Sables, La Vie des Bêtes, Le Parisien libéré, Maison française, Mr. Bricolage magazine, Photo Vidéo numérique, Pif gadget, Pratique, Pour nos jardins, Revue Chiens 2 000, Silence ça pousse, 100 idées jardin, etc.
En 1982, à la demande d’un groupe de presse, il crée L'Officiel Jardin-Motoculture, magazine professionnel destiné aux distributeurs spécialisés. Avec sa femme Nicole, ils en deviennent propriétaires fin 1992, en créant les éditions Protea, et il en est le rédacteur en chef jusqu’à son dernier numéro (177 numéros). Le 14 février 2011, il décide d’interrompre la parution de ce magazine, en raison de la crise économique qui a entraîné l’effondrement du chiffre publicitaire en trois ans.
À partir de septembre 1999, il intervient dans Télé 7 jours, assurant la rédaction hebdomadaire de la page jardin (plus de 600 rubriques publiées). La collaboration cesse avec Télé 7 jours avec le numéro 2706 du 2 avril 2011, le magazine souhaitant travailler à l’interne et confiant désormais la rubrique à la rédactrice en chef de Mon jardin ma Maison, un titre du même groupe.
Depuis 2001, il collabore régulièrement avec la revue spécialisée Détente jardin et a réalisé dix numéros hors-série jardin de Femme Actuelle.
Depuis fin 2005, il ajoute à ses activités presse écrite, la réalisation du trimestriel Hommes & Plantes, dont il est le rédacteur en chef. Il s’agit d’un magazine destiné aux amateurs et professionnels du monde végétal.

### Télévision
Dans les années 1990, il commence à travailler pour la télévision. Il y débute en septembre 1996 sur France 3 dans l’émission Parole d’Expert de Valérie Expert, émission qui a disparu en 1998. Il y tient une chronique deux fois par mois.
De mai 1997 à mai 2003, il assure chaque jour de la semaine à 6 h 38, la chronique jardin, de Télématin, l'émission de William Leymergie sur France 2. 
Depuis janvier 2009, il réalise et présente sur TV Vendée : Secrets de jardins, une émission hebdomadaire de 6 à 7 minutes consacrée au jardin, avec un partenariat local. Elle est diffusée sur la Vendée et dans le sud de la région nantaise ainsi que sur Internet. Le 29 mars 2011, il intègre l’équipe de chroniqueurs de l’émission Midi en France présentée par Laurent Boyer sur France 3. Il y réalise une cinquantaine de chroniques jardin en direct et en public dans différentes villes de France. Le temps d’antenne de l’émission ayant été divisé par deux dès la deuxième saison, la rubrique jardin n’a pas été reconduite.

### Radio
Il commence à la radio en effectuant des interventions ponctuelles sur France Bleu et en enregistrant une série de chroniques hebdomadaires en 1995 sur RMC. Depuis janvier 2001, il est chaque samedi (de 6 h à 8 h) l’expert jardinier de l’émission Le Week-end des experts - Votre jardin sur RMsC, qu'il coanime avec François Sorel. Il est également invité dans d'autres émissions. La thématique Le Week-end des experts - Votre jardin ainsi que toutes les autres du week-end (Votre maison, votre vie numérique, Votre auto...) ont pris fin en Janvier 2021 après plus de 20 ans d'existence sur les ondes de la radio RMC de 06h à 10h chaque week-end. Ces émissions ont été remplacées par une diffusion commune entre RMC et BFMTV.

### Internet
Le 6 décembre 2014, Patrick Mioulane a lancé avec sa femme Nicole NewsJardinTV, une web TV 100 % plantes, botanique, jardin et jardinage, qui compte sur YouTube début janvier 2025 plus de 347 000 abonnés.
NewsJardinTV a déjà mis en ligne plus de 1 750 vidéos et en publie quatre nouvelles par semaine dans son émission « Le Quotidien du Jardin ». D’une durée de 10 à 15 minutes et présenté par Patrick Mioulane, chaque numéro répond de manière complète à une question posée par un internaute.
NewsJardinTV est aussi un site internet (www.newsjardintv.com) sur lequel on retrouve toutes les vidéos classées par thèmes, mais aussi le podcast « Bienvenue au Jardin » (80 numéros d’une heure), des articles et des photos.

### Photographie
Il exerce l'activité de photographe professionnel depuis 1971.

### Plongée sous-marine
Plongeur reconnu, il est l'auteur de plusieurs livres sur le sujet et notamment « Le Tour du monde en 80 plongées », écrit avec Raymond Sahuquet chez Hachette (prix mondial du livre d’images sous-marines en 1990) ; « Plongée. Passion et mode d'emploi » avec Jean-Michel Oyenhart chez Hachette, lauréat en 1995 de la première édition du prix « Rouquayrol-Denayrouze », Prix de la fédération française d’Études et de sports sous-marins.

### Édition
Il est également l’auteur d’environ 120 ouvrages (livres, hors-série, encyclopédies) sur le jardin, les animaux et la nature (éditions Bordas, CIL, de Vecchi, Hachette, Hatier Larousse, Marabout, Rustica, Sélection du Reader’s Digest, First). Beaucoup d’entre eux ont été publiés à l’étranger (Allemagne, Chine, Corée, Espagne, Italie, Portugal, Roumanie, Russie, Serbie).
Il a obtenu plusieurs fois le prix Saint-Fiacre (prix décerné par l'Association des journalistes du jardin et de l'horticulture), notamment avec Le Truffaut en 1996, l’Encyclopédie des 15 000 plantes et fleurs de Jardin en 1999, remarquée par la critique, y compris dans la presse généraliste,, et L'Âme des plantes, en 2007,. Avec Le Truffaut, il a aussi obtenu en 1998 le prix Émile-Gallé, attribué à un ouvrage traitant des plantes ou du jardin, par le jury de professionnels par la Société centrale d’horticulture de Nancy. Le Truffaut est un best-seller des livres de jardin, avec plus de 850 000 exemplaires vendus en quinze ans. En 2001, il reçoit encore le prix P.J. Redouté pour Les Plantes extraordinaires.
Il est l'auteur de Un jardin pour les nuls aux éditions First, et de Le Tour du monde en 80 plongées, écrit avec Raymond Sahuquet. Ce livre a obtenu le Prix mondial du livre d’images sous-marines en 1990. Ses ventes (France et Allemagne confondues), ont atteint les 240 000 exemplaires.[réf. nécessaire]
Il a publié, avec Raymond Sahuquet, Les Caraïbes en 80 plongées, Mer Rouge et Maldives en 80 plongées, en 1998 Le Nouveau Tour du Monde en 80 Plongées, et en 2005  Le Tour du monde en 80 plongées d’exception, paru chez Hachette.